# Natație la Jocurile Olimpice de vară din 2024 - 4x100 m mixt ștafetă (masculin)
Proba de înot 4x100 de metri mixt ștafetă masculin de la Jocurile Olimpice de vară din 2024 a avut loc în perioada 3-4 august 2024 la Paris Aquatics Centre.

## Recorduri
Înaintea acestei competiții, recordurile mondiale și olimpice erau următoarele:
| Record  | Atlet                            | Timp    | Loc            | Data          |
| ------- | -------------------------------- | ------- | -------------- | ------------- |
| Mondial | Statele Unite ale Americii (USA) | 3:26,78 | Tokyo, Japonia | 1 august 2021 |
| Olimpic | Statele Unite ale Americii (USA) | 3:26,78 | Tokyo, Japonia | 1 august 2021 |

## Program
Orele sunt ora Franței (UTC+1) 
| Data                   | Timp  | Etapă      |
| ---------------------- | ----- | ---------- |
| Sâmbătă, 3 august 2024 | 12:40 | Calificări |
| Sâmbătă, 3 august 2024 | 19:10 | Finala     |

## Rezultate

### Calificări
Echipele cu cei mai buni opt timpi, indiferent de serie, s-au calificat în finală.
| Loc | Serie | Culoar | Țară                       | Înotători                                                                                             | Timp    | Note |
| --- | ----- | ------ | -------------------------- | --- | ------- | ---- |
| 1   | 1     | 5      | Franța                     | Yohann Ndoye-Brouard (52,99) Léon Marchand (59,03) Clément Secchi (51,39) Rafael Fente-Damers (47,95) | 3:31,36 | C    |
| 2   | 1     | 4      | China                      | Xu Jiayu (53,58) Qin Haiyang (58,51) Wang Changhao (51,75) Pan Zhanle (47,72)                         | 3:31,58 | C    |
| 3   | 2     | 4      | Statele Unite ale Americii | Hunter Armstrong (53,26) Charlie Swanson (59,73) Thomas Heilman (51,15) Jack Alexy (47,48)            | 3:31,62 | C    |
| 4   | 1     | 3      | Olanda                     | Kai van Westering (54,49) Caspar Corbeau (58,94) Nyls Korstanje (50,27) Stan Pijnenburg (48,10)       | 3:31,80 | C    |
| 5   | 2     | 3      | Marea Britanie             | Oliver Morgan (53,21) Adam Peaty (59,16) Joe Litchfield (51,76) Matthew Richards (48,00)              | 3:32,13 | C    |
| 6   | 2     | 5      | Australia                  | Isaac Cooper (53,85) Joshua Yong (58,99) Ben Armbruster (51,61) Kyle Chalmers (47,79)                 | 3:32,24 | C    |
| 7   | 2     | 2      | Canada                     | Blake Tierney (53,83) Finlay Knox (1:00,34) Ilya Kharun (50,40) Javier Acevedo (47,76)                | 3:32,33 | C    |
| 8   | 1     | 6      | Germania                   | Ole Braunschweig (54,05) Lucas Matzerath (59,54) Luca Armbruster (51,01) Josha Salchow (47,91)        | 3:32,51 | C    |
| 9   | 2     | 6      | Italia                     | Thomas Ceccon (53,56) Nicolò Martinenghi (59,23) Giacomo Carini (51,75) Alessandro Miressi (48,17)    | 3:32,71 |      |
| 10  | 1     | 7      | Polonia                    | Ksawery Masiuk (55,11) Jan Kałusowski (59,94) Jakub Majerski (51,18) Bartosz Piszczorowicz (48,82)    | 3:33,70 |      |
| 11  | 2     | 8      | Irlanda                    | Conor Ferguson (54,88) Darragh Greene (59,68) Max McCusker (52,04) Shane Ryan (47,21)                 | 3:33,81 | RN   |
| 12  | 1     | 1      | Austria                    | Bernhard Reitshammer (54,97) Valentin Bayer (1:00,02) Simon Bucher (51,16) Heiko Gigler (47,88)       | 3:34,03 |      |
| 13  | 2     | 1      | Coreea de Sud              | Lee Ju-ho (54,49) Choi Dong-yeol (59,59) Kim Ji-hun (52,62) Hwang Sun-woo (47,98)                     | 3:34,68 |      |
| 14  | 1     | 2      | Japonia                    | Riku Matsuyama (55,11) Taku Taniguchi (1:00,22) Naoki Mizunuma (51,63) Katsuhiro Matsumoto (47,88)    | 3:34,84 |      |
| 15  | 1     | 8      | Elveția                    | Roman Mityukov (54,27) Jérémy Desplanches (1:00,73) Nils Liess (54,64) Antonio Djakovic (49,10)       | 3:38,74 |      |
|     | 2     | 7      | Spania                     | Hugo González Carles Coll Mario Mollà Sergio de Celis                                                 | DSQ     |      |

### Finala
| Loc | Culoar | Țară                       | Înotători                                                                                           | Timp    | Note |
| --- | ------ | -------------------------- | --------------------------------------------------------------------------------------------------- | ------- | ---- |
| 1   | 5      | China                      | Xu Jiayu (52,37) Qin Haiyang (57,98) Sun Jiajun (51,19) Pan Zhanle (45,92)                          | 3:27,46 |      |
| 2   | 3      | Statele Unite ale Americii | Ryan Murphy (52,44) Nic Fink (58,97) Caeleb Dressel (49,41) Hunter Armstrong (47,19)                | 3:28,01 |      |
| 3   | 4      | Franța                     | Yohann Ndoye-Brouard (52,60) Léon Marchand (58,62) Maxime Grousset (49,57) Florent Manaudou (47,59) | 3:28,38 | RN   |
| 4   | 2      | Marea Britanie             | Oliver Morgan (52,83) Adam Peaty (58,16) Duncan Scott (51,30) Matthew Richards (47,31)              | 3:29,60 |      |
| 5   | 1      | Canada                     | Blake Tierney (53,75) Finlay Knox (59,75) Ilya Kharun (50,46) Josh Liendo (47,31)                   | 3:31,27 |      |
| 6   | 7      | Australia                  | Isaac Cooper (54,28) Joshua Yong (59,26) Matthew Temple (50,89) Kyle Chalmers (47,43)               | 3:31,86 |      |
| 7   | 8      | Germania                   | Ole Braunschweig (54,38) Melvin Imoudu (59,37) Luca Armbruster (50,96) Josha Salchow (47,75)        | 3:32,46 |      |
| 8   | 6      | Olanda                     | Kai van Westering (54,60) Caspar Corbeau (59,19) Nyls Korstanje (50,60) Stan Pijnenburg (48,13)     | 3:32,52 |      |